# Edmund Bojanowski
Edmund Bojanowski (* 14. November 1814 in Grabonóg; † 7. August 1871 in Górka Duchowna) war der Gründer der Kongregation Mägde Mariens von der Unbefleckten Empfängnis, er errichtete mehrere Kinder-, Kranken- und Armenheime. Er war ein Vertreter der ganzheitlichen, körperlich-seelischen und geistigen Erziehung mit dem Vorrang der religiösen Erziehung. Im Jahr 1999 wurde er seliggesprochen.

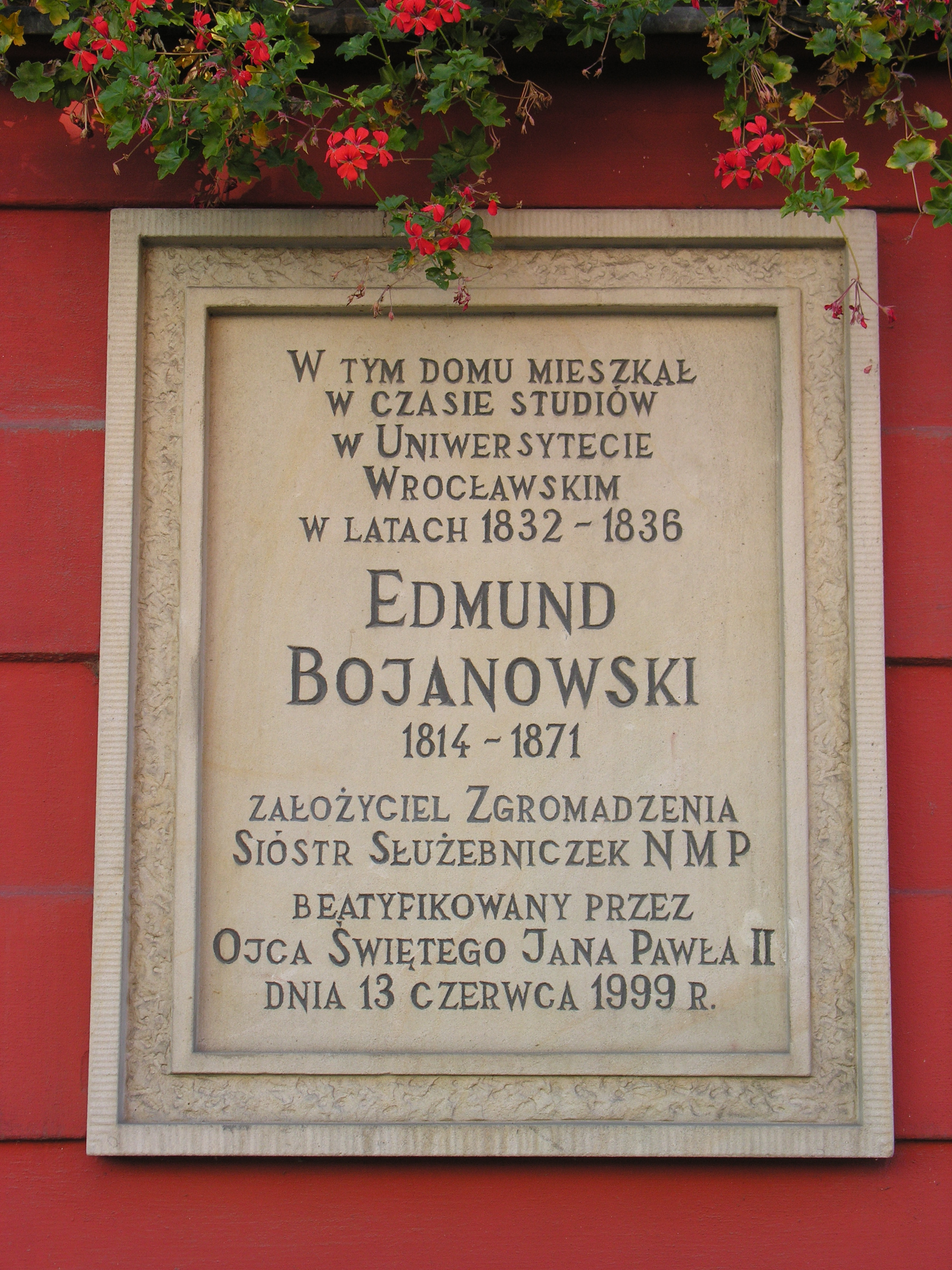
Gedenktafel für Edmund Bojanowski

## Leben
Sein Vater, Walenty Bojanowski, war Gutsbesitzer in Grabonóg, Placzkowo und Bojanowo und entstammte einem schlesischen Adelsgeschlecht. Seine Mutter Theresa stammte aus der einflussreichen Familie Uminski. Edmund wuchs mit seinem Halbbruder Theophil Wilkonski in einer harmonischen Familie auf, 1825 übersiedelte diese nach Placzkowo.
Sein schlechter Gesundheitszustand verhinderte den Besuch einer öffentlichen Schule, so dass er von Privatlehrern unterrichtet wurde. Seine Auffassungsgabe war groß, so lernte er innerhalb von fünf Jahren die Grundlagen der Literatur und der Geschichte Polens. Schon während dieser Zeit entwickelte sich bei Edmund ein starkes sozial geprägtes Interesse und förderte den Wunsch Menschen in Elend und Not zu helfen.
1832 gerade 18 Jahre alt, begann er ein philosophisches Studium an der Universität in Breslau. Im Jahr 1834 starb seine Mutter und 1836 sein Vater, der Verlust seiner Eltern traf ihn hart, so dass sich sein Gesundheitszustand verschlechterte. Er zog dennoch nach Berlin und studierte an der dortigen Universität Literatur, Psychologie, Ästhetik, Philosophie und Kunstgeschichte.
1839 musste er aus gesundheitlichen Gründen das Studium abbrechen und kehrte nach Grabonóg zurück, hier wohnte er bei seinem Halbbruder und setzte sich während einer Choleraepidemie als großer Helfer ein. Nach dem Verkauf des Gutes Grabonóg zog Bojanowski zunächst nach Posen und dann nach Gnesen, hier trat er in das Priesterseminar ein. Da er auf Grund seiner Krankheit abermals vom Studium abgehalten wurde, verließ er ein Jahr später das Priesterseminar und kehrte in sein Heimatdorf zurück.
Die letzten Monate seines Lebens verbrachte Bojanowski im Pfarrhaus seines Freundes in Gorka Duchowna. Am Abend des 7. Augusts 1871 starb er an seiner jahrelangen und schweren Krankheit. Er wurde in der Gruft in Luboń beigesetzt.
Edmund Bojanowski wurde am 13. Juni 1999 in Warschau von Papst Johannes Paul II. seliggesprochen, sein Gedenktag ist der 7. August.

## Sein Lebenswerk
Nach dem abgebrochenen Priesterseminar kehrte er nach Grabonóg zurück. Hier gründete er für die Kinder die dörflichen „Bewahranstalten“ mit dem Ziel, sie in moralischer und materieller Hinsicht fürsorglich zu betreuen. Als Betreuerinnen warb er Mädchen aus den Dorfgemeinden an, die in einer Gruppe aus je drei Betreuerinnen in einer ordensähnlichen Wohngemeinschaft lebten. Dieses wurde dann die Grundlage zur Gründung der „Schwestern von der Unbefleckten Empfängnis“. Bojanowski gab ihrem Leben einen ordensmäßigen Stil, schrieb eine Regel für sie und stellte ihr Wirken besonders unter den Schutz der Gottesmutter Maria.
Am 3. Mai 1850 wurde das erste Ordenshaus errichtet, gleichzeitig eröffnete er das „Haus der Barmherzigkeit“, dieses bestand aus: einem Waisenhaus, einer Apotheke für die Armen und einer Bibliothek. Zu seinem Todestag zählte die Kongregation 22 Häuser mit 98 Schwestern.
2009 wurde in Tschenstochau ein weiteres „Fenster des Lebens des seligen Edmund Bojanowski“ eingeweiht. Mit dieser Einrichtung sollen Neugeborene gerettet werden und können somit bei den Schwestern abgegeben werden.